# Карна (Гар)
Карна (фр. Carnas) насеље је и општина у јужној Француској у региону Лангдок-Русијон, у департману Гар која припада префектури Виган.
По подацима из 2011. године у општини је живело 433 становника, а густина насељености је износила 27,95 становника/km². Општина се простире на површини од 15,49 km². Налази се на средњој надморској висини од 80 метара (максималној 223 m, а минималној 66 m).

## Демографија
| 1962. | 1968. | 1975. | 1982. | 1990. | 1999. | 2011. |
| ----- | ----- | ----- | ----- | ----- | ----- | ----- |
| 246   | 259   | 218   | 220   | 266   | 317   | 433   |

График промене броја становника у току последњих година